# شبکه‌ی ارجاعات

## تعریف شبکه‌ی ارجاعات یا استنادات
شبکه‌ی ارجاعات یا استنادات برای مدل کردن ارجاع دادن توسط یک مقاله، به مقالات دیگر گفته می‌شود. این شبکه را می‌توان به صورت یک گراف جهت‌دار نشان داد که در این گراف، راس‌های آن مقالات نوشته شده و یال‌های این گراف نیز دادن ارجاع به مقاله‌ای دیگر است. جهت این یال نیز از مقاله‌ی نوشته شده به سمت مقاله‌ای که به آن ارجاع داده است، می‌باشد.

## اهمیت شبکه‌ی ارجاعات
شبکه‌های ارجاعات برای  درک تأثیر مقالات و کارهای علمی در طول زمان بسیار مهم هستند. این شبکه‌ها، به محققان کمک می‌کنند مقالات کلیدی را در هر رشته و حوزه شناسایی کنند، توسعه ایده‌ها را ردیابی کنند و تأثیر تحقیقات را در درون و بین رشته‌ها اندازه‌گیری کنند.
اگر گراف ارجاعات را برای مقالات یک حوزه‌ی علمی رسم کنیم، با نگاه کردن به این شبکه و همچنین دیدن میزان یال‌هایی که به هر راس این گراف متصل هستند، می‌توان میزان اهمیت یک مقاله در آن حوزه را متوجه شد. میزان راس‌های ورودی با اهمیت هر مقاله در آن گرایش یا حوزه‌ی علمی متناسب می‌باشد.

## ویژگی‌های شبکه‌ی ارجاعات
برخی از ویژگی‌های شبکه‌ی ارجاعات در زیر آمده است:
1. جهت‌دار و بدون طوقه: در شبکه‌ی ارجاعات، که هر راس به معنی یک مقاله می‌باشد، اگر یالی از مقاله‌ای خارج و یه مقاله‌ی دوم وارد شده باشد، به معنی این است که مقاله‌ی اول یک ارجاع به مقاله‌ی دوم زده است. طبق این تعریف، در این گراف نمی‌تواند طوقه وجود داشته باشد چون یک مقاله نمی‌تواند به خودش ارجاع بزند.
2. عموماً بدون دور: با توجه به این که وقتی یک مقاله به مقاله‌ی دومی ارجاع می‌زند، مقاله‌ی دوم چاپ شده است، پس نمی‌توانند دو یا چند مقاله هم‌زمان به هم ارجاع بزنند پس نمی‌توانیم به طور عمومی دور در گراف داشته باشیم. در این شبکه، در حالتی دور خواهیم داشت که پژوهش‌هایی که هم زمان در حال انجام هستند، پیش‌نویس‌های قبل از چاپ مقاله‌های هم‌دیگر را داشته باشند و از هم‌دیگر استفاده کنند و به هم ارجاع دهند. در این حالت خاص، می‌توانیم در این شبکه دور داشته باشیم.
3. بی‌مقیاس و جهان‌کوچک: شبکه‌ی ارجاعات از نوع شبکه‌های بی‌مقیاس نیز هست یعنی تابع توزیع درجه راس‌های آن، توانی می‌باشد ({\displaystyle P(k)\propto k^{-\gamma }}). همچنین این شبکه، خاصیت جهان کوچکی را نیز دارد به این معنی که قطر گراف کوچک می‌باشد.[۱]
4. هم‌سنخ‌جویی: شکبه‌های ارجاعات هم‌سنخ‌جو هستند یعنی راس‌هایی با درجه راس نزدیک به هم تمایل بیشتری به اتصال به هم را دارند.
5. پودمانگی یا انجمنی: شبکه‌های ارجاعات خاصیت پودمانگی یا انجمنی دارند به این معنی که می‌توان آن‌ها را به صورت انجمن‌هایی دسته بندی کرد. برای مثال مقالات موجود در یک حوزه‌ی علمی، بیشتر به مقالات در همان حوزه ارجاع داده‌اند و کمتر به موضوعات خارج از آن حوزه.
6. تابعیت زمانی و سازوکار اضافه و حذف راس: این گراف‌ها تابعیت زمانی دارند یعنی در طی زمان این گراف تغییر کرده و کامل‌تر می‌شود. با پیش رفتن زمان، راس‌های جدیدی به وجود آمده و یال‌های جدیدی به این گراف اضافه می‌شود. همچنین با اضافه شدن مقالات جدیدی که به مقالات قبلی ارجاع می‌زنند، درجه راس ورودی راس‌های از پیش موجود در گراف اضافه می‌شود. راس‌های دارای درجه راس ورودی بیشتر، احتمال گرفتن درجه راس ورودی بیشتری نیز دارند یعنی وقتی مقاله‌ی جدیدی منتشر می‌شود، با احتمال بیشتری به راس‌ها با درجه‌ راس ورودی بیشتر ارجاع می‌زند. این سازوکار می‌تواند مانند مدل باراباسی-آلبرت مدل شود که به شبکه‌ای بی‌مقیاس منجر خواهد شد. همچنین در این شبکه حذف راس نداریم چون با گذر زمان قرار نیست ارجاعی حذف شود و فقط به یال‌ها و راس‌های این گراف اضافه می‌شود.

## کاربردهای شبکه‌ی ارجاعات
اگر یک گراف ارجاعات کل یا یک زیرگراف از آن را که مختص یک گرایش یا حوزه‌ی علمی‌ است را در نظر بگیریم، می‌توانیم اطلاعات زیادی از آن استخراج کنیم.

### مقالات اصلی و مهم هر شاخه
با رسم گراف یا زیرگراف یک شاخه‌ی علمی و تحلیل آن، می‌توان مقالات مهم و تاثیرگذار هر شاخه را پیدا کرد. به طوری‌ که هر چه درجه راس ورودی یک راس بیشتر باشد، آن راس که نشان‌دهنده‌ی یک مقاله در آن حوزه است، اهمیت بیشتر و مرجعیت علمی بیشتری دارد.

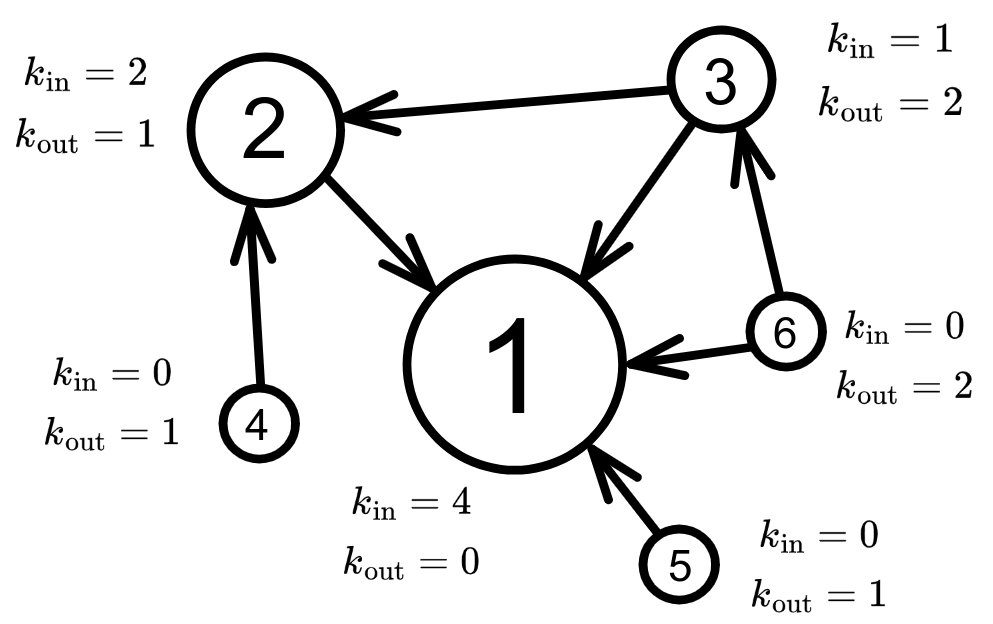
مثالی از یک شبکه‌ی ارجاعات با ۶ مقاله در یک حوزه‌ی علمی

با توجه به این که گراف ارجاعات عموماً بی‌مقیاس و با تابع توزیع توانی هستند، می‌توان در حوزه‌های مختلف، شاه‌راس‌هایی (راس‌هایی با دریجه راس خیلی زیاد) را پیدا کرد. اگر گرافی رسم کنیم که اندازه‌ی هر راس، متناسب با تعداد یال‌های ورودی‌ آن باشد که متناسب با اهمیت آن مقاله در آن حوزه نیز هست، تعداد زیادی راس خواهیم داشت که ارجاعات کمی دارند و تعداد کمی راس نیز داریم که ارجاعات آن‌ها بسیار زیاد می‌باشد.
در شکل رو به رو می‌توانید مثالی با ۶ مقاله در یک حوزه‌ی علمی مشاهده کنید. فرض کنید در یک حوزه‌ی علمی ۶ مقاله موجود است که به ترتیب زمانی نوشته شدن نام‌گذاری شده‌اند. در این شکل، اندازه‌ی هر راس رسم شده، متناسب با درجه‌ی راس ورودی‌ آن‌هاست. در این شکل در کنار هر راس، درجه راس ورودی و خروجی آن که متناسب با ارجاع خوردن و زدن است، نوشته شده است.
معیارهای گوناگونی برای تعریف میزان اهمیت یک مقاله می‌توان مشخص کرد ولی یکی از معیارهای خوبی که می‌توان بر اساس آن اهمیت یک مقاله در شاخه‌های گوناگون را مشخص کرد، همین تعداد ارجاعات به آن مقاله می‌باشد که همان درجه راس ورودی یا {\displaystyle k_{\text{in}}} می‌باشد که در شکل برای هر کدام از مقالات مشخص شده است.

### جریان علمی و تحول شبکه‌ی ارجاعات
با داشتن شبکه‌ی ارجاعات در زمان‌های مختلف می‌توان به جهت‌گیری جریان علمی در یک حوزه پی برد. برای مثال می‌توان درجه‌ راس مقالاتی که اکنون جزو مقالات پر استناد در حوزه‌ی علم شبکه هستند را بررسی کرد و دید طی زمان چه تغییراتی داشته‌اند. با دیدن این تحول، می‌توان انتقال تمرکز یک جامعه‌ی علمی از موضوعات قدیمی‌تر به موضوعات جدیدتر را بررسی کرد. همچنین با بررسی زمانی این شبکه‌ی ارجاعات، به مقالاتی که پیش‌تر نوشته شده‌اند ولی هنوز پتانسیل آن‌ها کشف نشده بود نیز اشاره کرد. به این مقالات، اصطلاحا «زیبای خفته» می‌گویند!
برای مثال، لورنز در سال ۱۹۶۳، مقاله‌ی آشوب خود را منتشر ساخت ولی تا حدود سال ۱۹۷۵ ارجاعات خیلی کمی به آن داده شده بود و از حدود این سال، تعداد ارجاعات به این مقاله به شدت رشد کرد و بسیار بالا رفت. این نشان‌دهنده‌ی این است که این مقاله هنوز در محوریت جامعه‌ی علمی نبوده و پس از مدتی این مقاله به مرجعیت علمی در این شاخه رسیده است.
پس اگر بخواهیم میزان علاقه‌ی جامعه‌ی علمی یک شاخه یا گرایش را به موضوعاتی در یک زمان خاص ببینیم، می‌توانیم به تغییرات شبکه‌ی ارجاعات مقاله‌های آن حوزه در حدود آن زمان نگاه کنیم و هر چه این تغییرات بیشتر باشد و شبکه‌ی ارجاعات آن حوزه گسترده‌تر شده باشد و رشد بیشتری کرده باشد، میزان علاقه‌ی جامعه‌ی علمی در آن شاخه بیشتر بوده است.

### آینده‌نگری با استفاده از شبکه‌ی ارجاعات
دیدیم که یکی از ویژگی‌های شبکه‌ی ارجاعات، خاصیت پودمانگی یا انجمنی آن است یعنی می‌توان این شبکه را به گروه‌ها و انجمن‌هایی تفکیک کرد. حال می‌دانیم که با داشتن شبکه‌ی ارجاعات در طول زمان، می‌توان جریان علمی را در هر شاخه بدست آورد. حال اگر این شبکه را در سال‌های اخیر بررسی کنیم خواهیم دید که مقالات مرزی در بین انجمن‌ها و گرایش‌های مختلف، در حال زیاد شدن است. پس می‌توان دید که دانش‌های میان‌رشته‌ای در سال‌های اخیر رشد چشم‌گیری داشته اند و این را از بررسی گراف انجمن‌بندی شده‌ می‌توان دید.
با گسترش روش‌های یادگیری ماشین در سال‌های اخیر، می‌توان این الگوریتم‌ها را روی شبکه‌ی ارجاعات نیز پیاده سازی کرد و با درک روابط و ساختارهای این شبکه و پیاده‌سازی این الگوریتم‌ها، می‌توان پیش‌بینی‌هایی از زمینه‌های مطالعاتی، مجلات و نویسندگان تاثیرگذار در حوزه‌های مختلف داشت. همچنین می‌توان با استفاده از یادگیری ماشین و پردازش زبان‌های طبیعی (NLP)، عوامل موثر در پراستنادی یا مرجعیت علمی یک مقاله در شبکه‌های ارجاعات علمی بررسی کرد. همچنین تحلیل و بررسی این شبکه با این روش، می‌تواند عوامل موثر در تحقیقات و مقالات علمی را نشان دهد.

## مثال‌هایی از شبکه‌ی ارجاعات
در شکل زیر مثالی از یک شبکه‌ی ارجاعات که توسط سایت citationgraph.org برای مقالات داده شده، رسم شده‌اند را می‌بینید:

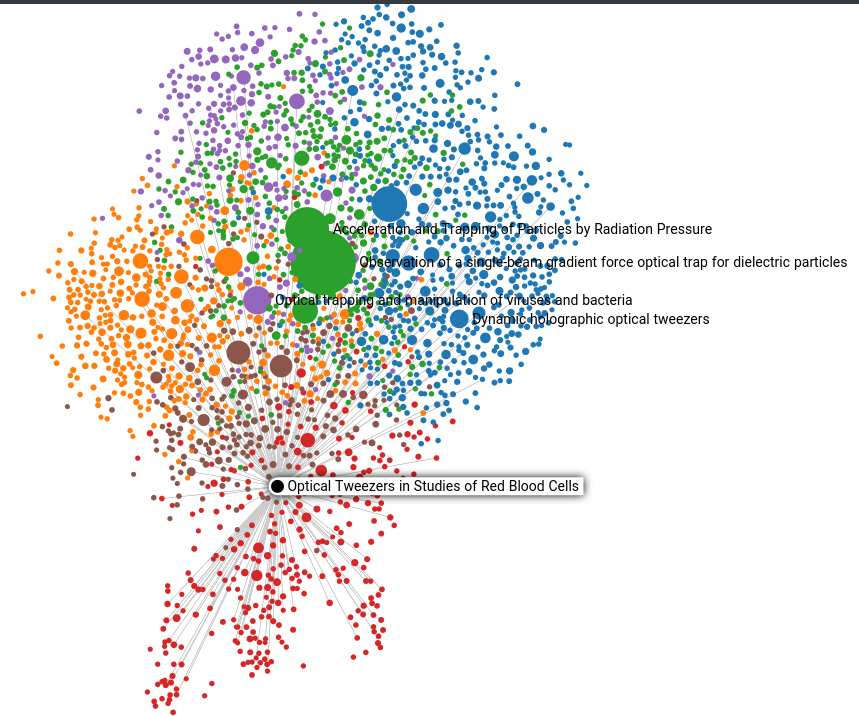
شبکه‌ی ارجاعات و ارتباطات مقاله‌ی «Optical Tweezers in Studies of Red Blood Cells»

در تصویر بالا شبکه‌ی ارجاعات و ارتباطات مقاله‌ی «Optical Tweezers in Studies of Red Blood Cells» را مشاهده می‌کنید. در این تصویر هر یال بین این مقاله (که در گراف راس سیاه رنگ می‌باشد) و مقالات متصل به معنای وجود ارجاع به این مقالات می‌باشد. بقیه‌ی راس‌ها که به این راس مستقیما وصل نیستند، شبکه‌ی ارجاعات این حوزه‌ی علمی انبرک نوری (Optical Tweezer) را نشان می‌دهد.

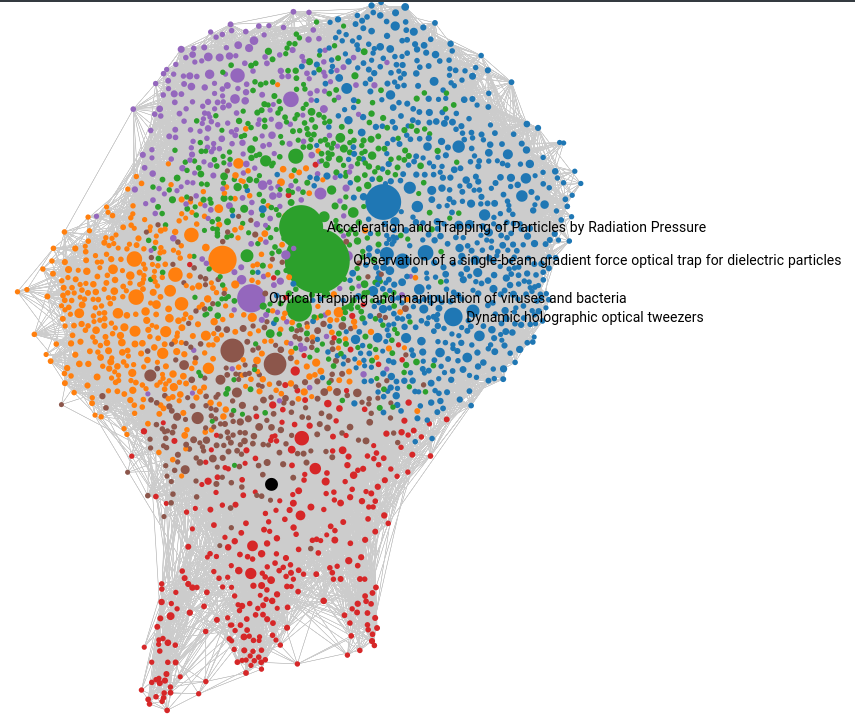
شبکه‌ی ارجاعات و ارتباطات مقاله‌ی «Optical Tweezers in Studies of Red Blood Cells» در حالت کلی در حوزه‌ی Optical Tweezers

تصویر بالا نیز شبکه‌ی ارجاعات این مقاله و این حوزه‌ی انبرک نوری (Optical Tweezer) را نشان می‌دهد. در این گراف، رنگ‌های راس‌ها نشان‌دهنده‌ی انجمن‌های مختلف در گراف هستند. مثلا راس‌هایی با رنگ قرمز، مقالات مربوط به حوزه‌ی بررسی گولبول‌های قرمز خون با انبرک نوری را نشان می‌دهد که راس سیاه رنگ (مقاله‌ی انتخابی ما) نیز عضو همین انجمن می‌باشد.
به طور کیفی، در این تصویر می‌توان توانی بودن درجه راس را با دیدن این که تعداد کمی راس با درجه‌ی خیلی زیاد (شاه‌راس) و تعداد بسیار زیادی راس با درجه‌ی کم وجود دارد را دید. بزرگ‌ترین راس (راس با بیشترین ارجاع) نیز مربوط به مقاله‌ی آرتور اشکین می‌باشد که به پدر انبرک‌های نوری معروف است.
حال مثالی دیگر از این شبکه‌ی ارجاعات می‌بینیم:

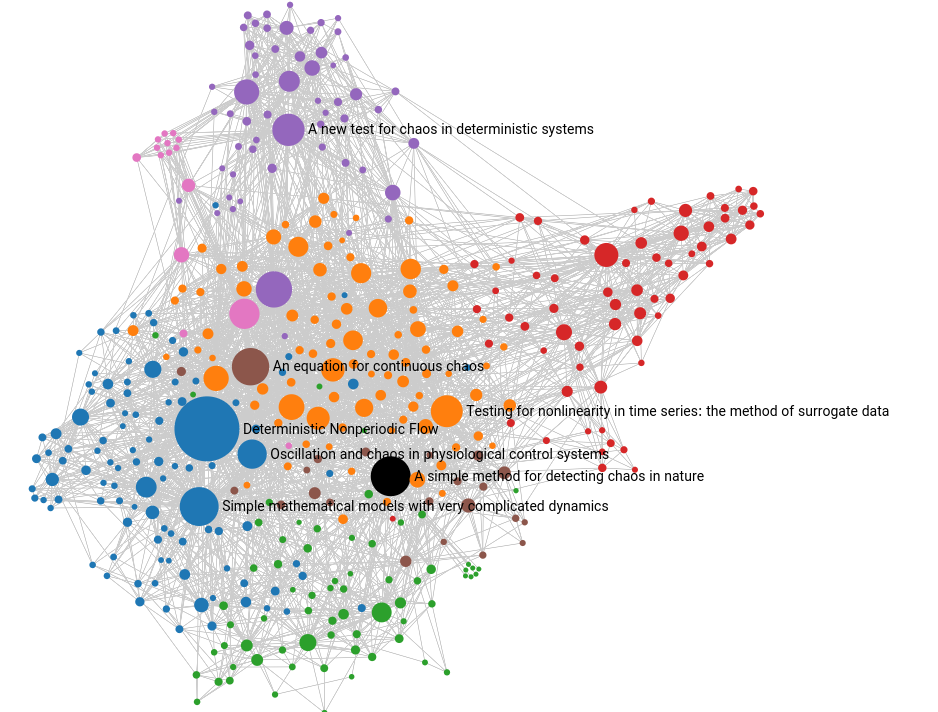
شبکه‌ی ارجاعات و ارتباطات مقاله‌ی «A Simple Method for Detecting Chaos in Nature»

در این تصویر، گراف شبکه‌ی ارجاعات و ارتباطات مقاله‌ی «A Simple Method for Detecting Chaos in Nature» را می‌بینیم که خود راسی به رنگ سیاه در تصویر مشخص شده است. در این گراف نیز رنگ‌های مختلف نشان‌دهنده‌ی انجمن‌های مختلف در این شبکه‌ی ارجاعات است. این گراف نیز خواص مثال پیشین را نیز دارد و خاصیت بی‌مقیاسی در آن قابل مشاهده است. در این شبکه‌ی ارجاعات و ارتباطات مقالات حوزه‌ی آشوب، راس با بزرگ‌ترین درجه راس (شاه‌راس اصلی) مقاله‌ی ادوارد لورنز می‌باشد که او در سال ۱۹۶۳ نوشته است (مقاله‌ی «Deterministic Nonperiodic Flow»).